# Bill Parker
William Lee Parker (East Orange, 11 settembre 1911 – New York, 1º gennaio 1963) è stato un fumettista statunitense, noto soprattutto per aver creato, nel 1939, il personaggio fumettistico di Capitan Marvel, per Fawcett Comics, insieme al fumettista C.C. Beck.